# Muirchú
Le Muirchú, ou LÉ Muirchú, fut le premier navire de la Marine irlandaise (Irish Naval Service). Il fut acheté par l'État libre d'Irlande à la Royal Navy en 1923.
Ce bateau britannique se nommait HMY Helga et fut rebaptisé du nom irlandais Muirchú, « Chien de mer ».

## Histoire
Le Helga II' est construit en 1908 sur un chantier naval du bord du fleuve Liffey à Dublin. À son lancement, c'est un patrouilleur pour la protection de la pêche, sous le contrôle du ministère britannique de l'Agriculture. 
En mars 1915, l’Amirauté britannique l'arme et en fait le HMY Helga (His Majesty's Yacht Helga) ; il sert comme patrouilleur anti-sous-marin. Il sera crédité du coulage d'un sous-marin au large de l’île de Man en 1918. La même année, le 18 octobre, il participe au sauvetage, proche de Dún Laoghaire, de 98 hommes d'équipage du steamboat RMS Leinster qui a été torpillé par le sous-marin allemand UB-123, mais 517 hommes seront perdus.
Mais le HMY Helga est surtout connu pour être intervenu dans les événements de 1916 appelés l’Insurrection de Pâques 1916 (Easter Rising) à Dublin. Depuis la Liffey, il bombarde le Liberty Hall détenu par les partisans de Patrick Pearse et de James Connolly, principaux chefs historiques de cette rébellion du peuple irlandais contre l'occupant britannique.
Puis il sert comme transporteur des troupes auxiliaires britanniques, les Black and Tans, pour aider la Police royale irlandaise et l'armée britannique à lutter contre les indépendantistes de l'Armée républicaine irlandaise (IRA).
Finalement le bâtiment est remis à l'État libre d'Irlande en août 1923, après la fin des troubles et prend le nom de Muirchú ; il devient l'un des premiers navires de la Marine irlandaise nouvellement créée. Il reprend sa tâche primitive de protection de la pêche sous la responsabilité du nouveau ministère de l'Agriculture et de la Pêche de l'Irlande.
Il reprend le service actif durant la Seconde Guerre mondiale dans la Marine pour le service des garde-côtes.
En 1947 il est vendu à la Hammond Lane Foundry pour y être démantelé, mais coule le 8 mai au large des îles Saltee en rejoignant Dublin.

### Sources
- (en) Cet article est partiellement ou en totalité issu de l’article de Wikipédia en anglais intitulé « Irish patrol vessel Muirchú » (voir la liste des auteurs).